# Piscinola-Scampia metróállomás
A Piscinola Scampia egy metróállomás Olaszországban, Nápolyban a nápolyi metró 1-es és 11-es metróvonalakon.

## Metróvonalak
Az állomást az alábbi metróvonalak érintik:
- Line 1
- Nápoly–Aversa-vasútvonal

## Kapcsolódó állomások
A vasútállomáshoz az alábbi állomások vannak a legközelebb:
- Chiaiano-Marianella (Garibaldi, Line 1)
- Miano
- Mugnano (Aversa Centro, Nápoly–Aversa-vasútvonal)